# Поліграфія

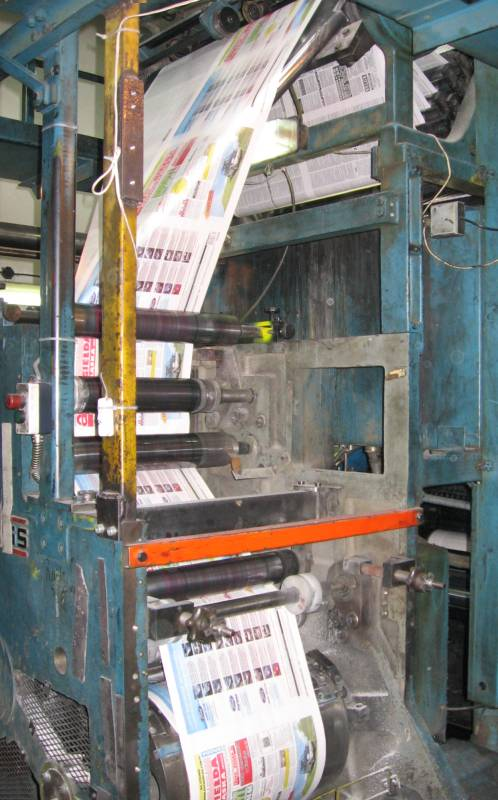
Поліграфія

Поліграфі́я (від полі — багато; графо — пишу) — галузь техніки, сукупність технічних засобів для множинного репродукування текстового матеріалу й графічних зображень.

## Визначення
На відміну від інших способів множинного репродукування (наприклад, світлокопіювання), поліграфічні способи характеризуються перенесенням фарбового шару з деякого резервуара на сприймаючу поверхню (найчастіше папір) та використанням друкарських форм, причому формування шару здійснюється відповідно до заздалегідь даного оригіналу, що підлягає репродукуванню. Загальноприйнято поділ поліграфічної продукції на чотири основних види: представницька, рекламна, книжково-журнальна, календарна.
Під поліграфією слід розуміти також і галузь промисловості — поліграфічну промисловість, що поєднує промислові підприємства, які виготовляють друковану продукцію (книги, газети, журнали, плакати, географічні карти тощо). Поліграфія або поліграфічна промисловість є матеріально-технічною базою видавничої справи.

## Історія розвитку
Поліграфія пройшла тривалий і складний шлях розвитку. Її технічною основою є винайдення близько 1440 Й. Гутенбергом книгодрукування. Вже в XVI ст. поліграфія набула характеру розвиненої мануфактури. У ХІХ ст. з винаходом друкарської машини в поліграфії відбувається промислова революція, що ознаменована створенням поліграфічного машинобудування. У середині XX ст. у ході науково-технічної революції поліграфія розвивається за такими напрямками:
- перехід до електронних способів виготовлення друкарських форм для всіх способів друку (використання комп'ютера для кольороподілу та фотонабору),
- широке застосування рольового офсетного друку на високошвидкісних машинах,
- створення автоматичних потокових ліній в оздоблювальних цехах,
- комплексна механізація й автоматизація всього виробництва,
- використання локальних та глобальних комп'ютерних мереж для передачі даних.

## Технологічні процеси
Технологія поліграфії містить три основні групи виробничих процесів:
- додрукарські (підготовчі),
- друкарські (власне сам процес друку),
- післядрукарські (оздоблювальні).

Додрукарські процеси спрямовані на виготовлення оригінал-макету, друкарської форми. Завдання друкарських процесів — отримання тиражних відбитків, що відтворюють оригінал. Оздоблювальні процеси завершують виготовлення друкованої продукції.
Додрукарські процеси включають усі процеси до стадії виготовлення друкарських форм. За допомогою комп'ютерів виготовляють оригінал-макет видання, якій потім переносять на друкарську форму. Текстова форма може бути отримана з типографського шрифтового методу ручного набору або ж за допомогою набірних машин (застарілий метод, зараз не використовується), комплектуючі літери й виготовляючи форму або її напівфабрикат (у вигляді, наприклад, фотокопії). Широке поширення одержали різні методи автоматизованого набору. Ручні способи виготовлення ілюстрованої друкарської форми в сучасній поліграфії використаються як методи станкової графіки або для створення оригіналів, згодом відтворених фотомеханічним або іншим шляхом.
Серед ручних способів високого друку найбільшою популярністю користуються:
- гравюра на дереві, або ксилографія,
- ліногравюра;

глибокого друку:
- різцева гравюра на металі,
- офорт,
- акватинта;

плоского друку:
- літографія.

Ілюстраційні форми виготовляють фотомеханічними методами (автотипія, фотоцинкографія, фотолітографія, фототипія та ін.), а також за допомогою електронних гравіювальних машин. Оригінал, що підлягає фотомеханічному репродукуванню, фотографують на репродукційному фотографічному апараті (напівтонові оригінали фотографують через растр). Негативне або позитивне зображення в копіювальних рамах копіюють на металеву пластину, на яку попередньо нанесений світлочутливий шар. Потім пластину піддають відповідній обробці й травленню в машинах для травлення. При відтворенні багатоколірних оригіналів виготовляють кольороподільні друкарські форми за допомогою кольороділильного фотографування або із застосуванням електронних коліроподілювачів — колірокоректорів.
Розрізняють 3 види друкарських процесів:
- друкування з формуванням зображення в фарбовому резервуарі (гектографія, туркинотипія);
- друкування з формуванням зображення на проміжній поверхні — формі (так звані класичні способи друку);
- друкування з формуванням зображення на сприймаючій поверхні (способи з електростатичним й електромагнітним переносом фарбового шару).

Класичні способи друку розрізняються залежно від методу поділу друкуючих і пробільних елементів. Формування фарбового шару може здійснюватися як у процесі переміщення фарби крізь форму (трафаретний друк, ротатор), так і шляхом нанесення фарби на поверхню форми. В останньому випадку застосовується просторова (високий і глибокий друк) або фізико-хімічна (плоский друк) поділ друкарських і пробільних елементів. У друкарських процесах, що використаються в сучасній поліграфії фарбове зображення переносять із форми на сприймаючу поверхню безпосередньо або ж за допомогою однієї (офсетний друк) або двох (орловський друк) проміжних поверхонь. Друкування здійснюється на друкарських машинах, які розрізняються за способом друку, за схемою побудови друкарського пристрою, за кількістю переносів фарбового шару, за типовою подачею сприймаючих поверхонь. Перед друкуванням проводиться ряд підготовчих процесів: розміщення, або спуск смуг форми, її закріплення, приводка, приправка.
Сукупність формних і друкованих процесів й устаткування, що застосовується для них, призначених для відтворення малотиражної документації (звичайно інформаційного або управлінсько-адміністраційного характеру) називається оперативною поліграфією.
Характер оздоблювальних процесів залежить від виду друкованої продукції. Найскладніші брошурувальні процеси, застосовувані в процесі виготовлення книг і журналів.
Поширення набуло ламінування обкладинок книг.

## Поліграфічна промисловість
Поліграфічні підприємства залежно від характеру виробництва називаються друкарнями, типолітографіями, фабриками кольорового друку, офсетна фабрика й т.д.; підприємства, що поєднують кілька типографських процесів або видів друку, називаються поліграфічними комбінатами.
За видом друкарської продукції, що випускається, підприємства можуть бути універсальними або спеціалізованими (газетні, газетно-журнальні, книжкові, картографічні й т. д.).
Основні етапи технологічного процесу виготовлення друкованої продукції (додрукарська підготовка, друк, післядрукарська обробка)
Виробництво друкованої продукції в більшості випадків складається з трьох або чотирьох роздільних, але взаємозалежних процесів:
- обробка текстової й образотворчої інформації – оригіналів, що підлягають поліграфічному відтворенню. У результаті виконання цього процесу одержують негативи або діапозитиви на прозорій плівці, що містять інформацію друкарських форм;
- виготовлення з негативів або діапозитивів комплекту друкарських форм, необхідних для розмноження інформації;
- друкування тиражу – одержання з друкарських форм певної кількості ідентичних видрукуваних аркушів, зошитів і т.ін. (власне розмноження інформації);
- виконання брошурувальних або брошурувально-палітурних робіт, оздоблювальних процесів.

На цій стадії продукція набуває зручний для використання інформації вид.
Перші два процеси часто називають додрукарськими процесами, третій і четвертий можуть бути об’єднані та виконуватися як єдиний процес на спеціалізованому друкарському устаткуванні. В останні роки з розвитком обчислювальної техніки з’явилася можливість об’єднати в єдиний технологічний цикл усі чотири процеси. Сучасні цифрові друкарські машини та комплекси дозволяють в автоматичному режимі виконувати всі операції, починаючи з обробки оригіналу і закінчуючи готовою продукцією.
До додрукарських процесів включають операції, спрямовані на обробку авторських або видавничих оригіналів з метою одержання в кінцевому результаті друкарської форми. Ці процеси є принципово однаковими як для великої, так і для малої поліграфії, але залежно від виду оригіналів, обраної схеми процесу обробки, вимог до якості результатів та ін. вони можуть бути більш чи менш розвиненими та ускладненими. Для сучасної поліграфії характерним є використання у додрукарських процесах комп’ютерних технологій, на цьому і побудована схема додрукарських процесів.
Одним з основних етапів додрукарської підготовки видання є створення макета. Процес створення макета своєю чергою складається з взаємозалежних етапів:
- макетування (начерк макета, вибір формату й орієнтації сторінки, задання полів, розробка модульної сітки, підбору елементів дизайну);
- підготовка тексту (підбор основного тексту, заголовків, таблиць);
- підготовка ілюстрацій (сканування графічних зображень, редагування розмірів, яскравості, контрастності, кольоровості, усунення муару й інших дефектів, вибір формату);
- вибір шрифтів (гарнітури, кегля, накреслення);
- верстка видання (визначення довжини рядка, ширини стовпчика, способів вирівнювання, формування переносів, завдання міжлітерних, міжслівних і міжрядкових інтервалів);
- друк оригінал-макету (вибір принтера і параметрів друку, спуск шпальт, калібрування принтера).

Друкарські процеси розглянуто на прикладі підприємств, де властиве використання аркушевих друкарських машин, і подані схемою
У друкарнях, де брошурувально-палітурні процеси направлені на виготовлення брошури чи книжки головним чином у м’яких обкладинках або на обробку видрукуваних аркушів з метою оздоблення готової продукції, післядрукарські процеси частіше називають брошурувально-обробними та оздоблювальними процесами.
Перед здійсненням тиражного друкування необхідно перевірити якість проведених перетворень інформації шляхом синтезу кольорової репродукції методом пробного друку.

## Е-друк
- Е-друк пропонує  спектр поліграфічних послуг: широкоформатний друк, роздрук робіт, розробку індивідуального дизайну.

До послуг інтер’єрний, екосольвентний друк:
- •	на білій або прозорій самоклеючій плівці
- •	на папері Siti light
- •	на самоклеючій плівці типу Oracal
- •	на полотні (репродукція картин)
- •	на сітці One way vision
- •	на банерній сітці MESH
- •	на папері
- •	на банері

А також:
- •	Sticker Bombing
- •	роздрук робіт
- •	розробка індивідуального дизайну
- •	ламінація
- •	набивка люверсів
- •	кольоропроба

## Умови праці
Основні норми та правила щодо безпеки праці та обмеження несприятливої дії шкідливих виробничих факторів (фізичних, хімічних, біологічних тощо), зниження ризику розвитку професійних і виробничо-зумовлених захворювань та захисту здоров’я працівників поліграфічних підприємств встановлюють державні нормативно-правові акти з охорони праці, зокрема НПАОП 22.1-1.02-07. "Правила охорони праці для підприємств та організацій поліграфічної промисловості" та ДСанПіН 3.3.1-176-2011 "Підприємства та організації поліграфічної промисловості".